# 2022-es Formula–1 mexikóvárosi nagydíj
A mexikóvárosi nagydíj a 2022-es Formula–1 világbajnokság huszadik futama volt, amelyet 2022. október 28. és október 30. között rendeztek meg az Autódromo Hermanos Rodríguez versenypályán, Mexikóvárosban.

## Választható keverékek
| Abroncs              | Friss | Használt |
| -------------------- | ----- | -------- |
| Kemény keverék (C2)  |       |          |
| Közepes keverék (C3) |       |          |
| Lágy keverék (C4)    |       |          |
| Átmeneti esőgumi (I) |       |          |
| Teljes esőgumi (W)   |       |          |

## Szabadedzések

### Első szabadedzés
A mexikói nagydíj első szabadedzését október 28-án, pénteken délután tartották, magyar idő szerint 20:00-tól.
| helyezés | versenyző         | csapat/motor          | elért idő | különbség | futott kör |
| -------- | ----------------- | --------------------- | --------- | --------- | ---------- |
| 1        | Carlos Sainz Jr.  | Ferrari               | 1:20,707  | −         | 25         |
| 2        | Charles Leclerc   | Ferrari               | 1:20,753  | +0,046    | 20         |
| 3        | Sergio Pérez      | Red Bull-RBPT         | 1:20,827  | +0,120    | 22         |
| 4        | Max Verstappen    | Red Bull-RBPT         | 1:20,827  | +0,120    | 22         |
| 5        | Lewis Hamilton    | Mercedes              | 1:20,849  | +0,142    | 17         |
| 6        | Fernando Alonso   | Alpine-Renault        | 1:20,899  | +0,192    | 26         |
| 7        | Valtteri Bottas   | Alfa Romeo-Ferrari    | 1:21,083  | +0,376    | 23         |
| 8        | Lando Norris      | McLaren-Mercedes      | 1:21,120  | +0,413    | 21         |
| 9        | Pierre Gasly      | AlphaTauri-RBPT       | 1:21,310  | +0,603    | 25         |
| 10       | Sebastian Vettel  | Aston Martin-Mercedes | 1:21,525  | +0,818    | 24         |
| 11       | Daniel Ricciardo  | McLaren-Mercedes      | 1:21,762  | +1,055    | 16         |
| 12       | Csou Kuan-jü      | Alfa Romeo-Ferrari    | 1:21,820  | +1,113    | 20         |
| 13       | Lance Stroll      | Aston Martin-Mercedes | 1:21,865  | +1,158    | 24         |
| 14       | Mick Schumacher   | Haas-Ferrari          | 1:21,952  | +1,245    | 22         |
| 15       | Nicholas Latifi   | Williams-Mercedes     | 1:22,912  | +2,205    | 20         |
| 16       | Liam Lawson       | AlphaTauri-RBPT       | 1:23,861  | +3,154    | 19         |
| 17       | Logan Sargeant    | Williams-Mercedes     | 1:24,246  | +3,539    | 22         |
| 18       | Nyck de Vries     | Mercedes              | 1:24,582  | +3,875    | 20         |
| 19       | Jack Doohan       | Alpine-Renault        | 1:24,615  | +3,908    | 13         |
| 20       | Pietro Fittipaldi | Haas-Ferrari          | 1:26,766  | +6,059    | 9          |

### Második szabadedzés
A mexikói nagydíj második szabadedzését október 28-án, pénteken délután tartották, magyar idő szerint 23:00-tól.
| helyezés | versenyző        | csapat/motor          | elért idő | különbség | futott kör |
| -------- | ---------------- | --------------------- | --------- | --------- | ---------- |
| 1        | George Russell   | Mercedes              | 1:19,970  | −         | 32         |
| 2        | Cunoda Júki      | AlphaTauri-RBPT       | 1:20,798  | +0,828    | 30         |
| 3        | Esteban Ocon     | Alpine-Renault        | 1:21,177  | +1,207    | 31         |
| 4        | Lewis Hamilton   | Mercedes              | 1:21,509  | +1,539    | 32         |
| 5        | Sergio Pérez     | Red Bull-RBPT         | 1:21,579  | +1,609    | 34         |
| 6        | Max Verstappen   | Red Bull-RBPT         | 1:21,588  | +1,618    | 34         |
| 7        | Charles Leclerc  | Ferrari               | 1:21,618  | +1,648    | 13         |
| 8        | Carlos Sainz Jr. | Ferrari               | 1:21,693  | +1,723    | 34         |
| 9        | Valtteri Bottas  | Alfa Romeo-Ferrari    | 1:21,993  | +2,023    | 36         |
| 10       | Pierre Gasly     | AlphaTauri-RBPT       | 1:22,104  | +2,134    | 36         |
| 11       | Fernando Alonso  | Alpine-Renault        | 1:22,337  | +2,367    | 31         |
| 12       | Sebastian Vettel | Aston Martin-Mercedes | 1:22,371  | +2,401    | 32         |
| 13       | Alexander Albon  | Williams-Mercedes     | 1:22,447  | +2,477    | 24         |
| 14       | Lando Norris     | McLaren-Mercedes      | 1:22,738  | +2,768    | 31         |
| 15       | Daniel Ricciardo | McLaren-Mercedes      | 1:22,763  | +2,793    | 27         |
| 16       | Lance Stroll     | Aston Martin-Mercedes | 1:22,840  | +2,870    | 23         |
| 17       | Mick Schumacher  | Haas-Ferrari          | 1:22,879  | +2,909    | 31         |
| 18       | Kevin Magnussen  | Haas-Ferrari          | 1:23,316  | +3,346    | 21         |
| 19       | Nicholas Latifi  | Williams-Mercedes     | 1:23,320  | +3,350    | 34         |
| 20       | Csou Kuan-jü     | Alfa Romeo-Ferrari    | 1:23,369  | +3,399    | 34         |

### Harmadik szabadedzés
A mexikói nagydíj harmadik szabadedzését október 29-én, szombaton délután tartották, magyar idő szerint 19:00-tól.
| helyezés | versenyző        | csapat/motor          | elért idő | különbség | futott kör |
| -------- | ---------------- | --------------------- | --------- | --------- | ---------- |
| 1        | George Russell   | Mercedes              | 1:18,399  | −         | 22         |
| 2        | Lewis Hamilton   | Mercedes              | 1:18,543  | +0,144    | 23         |
| 3        | Max Verstappen   | Red Bull-RBPT         | 1:18,876  | +0,477    | 18         |
| 4        | Charles Leclerc  | Ferrari               | 1:19,123  | +0,724    | 23         |
| 5        | Sergio Pérez     | Red Bull-RBPT         | 1:19.241  | +0,842    | 24         |
| 6        | Carlos Sainz Jr. | Ferrari               | 1:19,301  | +0,902    | 20         |
| 7        | Lando Norris     | McLaren-Mercedes      | 1:19,317  | +0,918    | 22         |
| 8        | Valtteri Bottas  | Alfa Romeo-Ferrari    | 1:19,390  | +0,991    | 28         |
| 9        | Cunoda Júki      | AlphaTauri-RBPT       | 1:19,882  | +1,483    | 24         |
| 10       | Alexander Albon  | Williams-Mercedes     | 1:19,917  | +1,518    | 18         |
| 11       | Esteban Ocon     | Alpine-Renault        | 1:19,960  | +1,561    | 19         |
| 12       | Csou Kuan-jü     | Alfa Romeo-Ferrari    | 1:20,019  | +1,620    | 25         |
| 13       | Fernando Alonso  | Alpine-Renault        | 1:20,037  | +1,638    | 16         |
| 14       | Daniel Ricciardo | McLaren-Mercedes      | 1:20,139  | +1,740    | 22         |
| 15       | Pierre Gasly     | AlphaTauri-RBPT       | 1:20,330  | +1,931    | 24         |
| 16       | Lance Stroll     | Aston Martin-Mercedes | 1:20,477  | +2,078    | 20         |
| 17       | Mick Schumacher  | Haas-Ferrari          | 1:20,598  | +2,199    | 24         |
| 18       | Nicholas Latifi  | Williams-Mercedes     | 1:20,848  | +2,449    | 21         |
| 19       | Sebastian Vettel | Aston Martin-Mercedes | 1:20,986  | +2,587    | 22         |
| 20       | Kevin Magnussen  | Haas-Ferrari          | 1:21,271  | +2,872    | 25         |

## Időmérő edzés
A mexikói nagydíj időmérő edzését október 29-én, szombat délután tartották, magyar idő szerint 22:00-tól.
| helyezés              | rajtszám | versenyző        | csapat/motor          | 1. rész     | 2. rész  | 3. rész  | rajthely | futott kör |
| --------------------- | -------- | ---------------- | --------------------- | ----------- | -------- | -------- | -------- | ---------- |
| 1                     | 1        | Max Verstappen   | Red Bull-RBPT         | 1:19,222    | 1:18,566 | 1:17,775 | 1        | 16         |
| 2                     | 63       | George Russell   | Mercedes              | 1:19,583    | 1:18,565 | 1:18,079 | 2        | 18         |
| 3                     | 44       | Lewis Hamilton   | Mercedes              | 1:19,169    | 1:18,552 | 1:18,084 | 3        | 19         |
| 4                     | 11       | Sergio Pérez     | Red Bull-RBPT         | 1:19,706    | 1:18,615 | 1:18,128 | 4        | 18         |
| 5                     | 55       | Carlos Sainz Jr. | Ferrari               | 1:19,566    | 1:18,560 | 1:18,351 | 5        | 17         |
| 6                     | 77       | Valtteri Bottas  | Alfa Romeo-Ferrari    | 1:19,523    | 1:18,762 | 1:18,401 | 6        | 18         |
| 7                     | 16       | Charles Leclerc  | Ferrari               | 1:19,505    | 1:19,109 | 1:18,555 | 7        | 18         |
| 8                     | 4        | Lando Norris     | McLaren-Mercedes      | 1:19,857    | 1:19,119 | 1:18,721 | 8        | 19         |
| 9                     | 14       | Fernando Alonso  | Alpine-Renault        | 1:20,006    | 1:19,272 | 1:18,939 | 9        | 15         |
| 10                    | 31       | Esteban Ocon     | Alpine-Renault        | 1:19,945    | 1:19,081 | 1:19,010 | 10       | 18         |
| 11                    | 3        | Daniel Ricciardo | McLaren-Mercedes      | 1:20,279    | 1:19,325 |          | 11       | 14         |
| 12                    | 24       | Csou Kuan-jü     | Alfa Romeo-Ferrari    | 1:20,283    | 1:19,476 |          | 12       | 12         |
| 13                    | 22       | Cunoda Júki      | AlphaTauri-RBPT       | 1:19,907    | 1:19,589 |          | 13       | 13         |
| 14                    | 10       | Pierre Gasly     | AlphaTauri-RBPT       | 1:20,256    | 1:19,672 |          | 14       | 15         |
| 15                    | 20       | Kevin Magnussen  | Haas-Ferrari          | 1:20,293    | 1:19,833 |          | 19[a]    | 17         |
| 16                    | 47       | Mick Schumacher  | Haas-Ferrari          | 1:20,419[b] |          |          | 15       | 11         |
| 17                    | 5        | Sebastian Vettel | Aston Martin-Mercedes | 1:20,419[b] |          |          | 16       | 10         |
| 18                    | 18       | Lance Stroll     | Aston Martin-Mercedes | 1:20,520    |          |          | 20[c]    | 10         |
| 19                    | 23       | Alexander Albon  | Williams-Mercedes     | 1:20,859    |          |          | 17       | 10         |
| 20                    | 6        | Nicholas Latifi  | Williams-Mercedes     | 1:21,167    |          |          | 18       | 10         |
| 107%-os idő: 1:24,710 |          |                  |                       |             |          |          |          |            |

Megjegyzések:
- ↑ a:  — Kevin Magnussen autójában több motorkomponenst is kicseréltek, ezzel azonban túllépte a szezonra vonatkozó maximális darabszámot, így 5 rajthelyes büntetés kapott.[3]
- ↑ b:  — Mick Schumacher és Sebastian Vettel azonos időt ért el, de Schumacher került előrébb, mert ő hamarabb érte el az időt.
- ↑ d:  — Lance Stroll 3 rajthelyes büntetést kapott az amerikai nagydíjon Fernando Alonsóval való ütközése miatt.[4]

## Futam
A mexikói nagydíj október 30-án, vasárnap rajtolt el, magyar idő szerint 21:00-kor.
| helyezés | rajtszám | versenyző        | csapat/motor          | futott kör | idő/kiesés oka   | rajthely | pont  |
| -------- | -------- | ---------------- | --------------------- | ---------- | ---------------- | -------- | ----- |
| 1        | 1        | Max Verstappen   | Red Bull-RBPT         | 71         | 1:38:36,729      | 1        | 25    |
| 2        | 44       | Lewis Hamilton   | Mercedes              | 71         | +15,186          | 3        | 18    |
| 3        | 11       | Sergio Pérez     | Red Bull-RBPT         | 71         | +18,097          | 4        | 15    |
| 4        | 63       | George Russell   | Mercedes              | 71         | +49,431          | 2        | 13[a] |
| 5        | 55       | Carlos Sainz Jr. | Ferrari               | 71         | +58,123          | 5        | 10    |
| 6        | 16       | Charles Leclerc  | Ferrari               | 71         | +1:08,774        | 7        | 8     |
| 7        | 3        | Daniel Ricciardo | McLaren-Mercedes      | 70         | +1 kör[b]        | 11       | 6     |
| 8        | 31       | Esteban Ocon     | Alpine-Renault        | 70         | +1 kör           | 10       | 4     |
| 9        | 4        | Lando Norris     | McLaren-Mercedes      | 70         | +1 kör           | 8        | 2     |
| 10       | 77       | Valtteri Bottas  | Alfa Romeo-Ferrari    | 70         | +1 kör           | 6        | 1     |
| 11       | 10       | Pierre Gasly     | AlphaTauri-RBPT       | 70         | +1 kör           | 14       |       |
| 12       | 23       | Alexander Albon  | Williams-Mercedes     | 70         | +1 kör           | 17       |       |
| 13       | 24       | Csou Kuan-jü     | Alfa Romeo-Ferrari    | 70         | +1 kör           | 12       |       |
| 14       | 5        | Sebastian Vettel | Aston Martin-Mercedes | 70         | +1 kör           | 16       |       |
| 15       | 18       | Lance Stroll     | Aston Martin-Mercedes | 70         | +1 kör           | 20       |       |
| 16       | 47       | Mick Schumacher  | Haas-Ferrari          | 70         | +1 kör           | 15       |       |
| 17       | 20       | Kevin Magnussen  | Haas-Ferrari          | 70         | +1 kör           | 19       |       |
| 18       | 6        | Nicholas Latifi  | Williams-Mercedes     | 69         | +2 kör           | 18       |       |
| 19[c]    | 14       | Fernando Alonso  | Alpine-Renault        | 63         | erőforrás        | 7        |       |
| Ki       | 22       | Cunoda Júki      | AlphaTauri-RBPT       | 50         | baleseti sérülés | 13       |       |

Megjegyzések:
- ↑ a:  George Russell a helyezéséért járó pontok mellett a versenyben futott leggyorsabb körért további 1 pontot szerzett.
- ↑ b:  Daniel Ricciardo utólag 10 másodperces időbüntetést kapott a Cunoda Júkival való ütközéséért, de helyezését ez nem befolyásolta.[5]
- ↑ c:  Fernando Alonso nem fejezte be a futamot, de helyezését értékelték, mivel a versenytáv több, mint 90%-át teljesítette.[6]

## A világbajnokság állása a verseny után
| H   | Versenyzők       | Pont | H   | Konstruktőrök         | Pont |
| --- | ---------------- | ---- | --- | --------------------- | ---- |
| 1.  | Max Verstappen   | 416  | 1.  | Red Bull-RBPT         | 696  |
| 2.  | Sergio Pérez     | 280  | 2.  | Ferrari               | 487  |
| 3.  | Charles Leclerc  | 275  | 3.  | Mercedes              | 447  |
| 4.  | George Russell   | 231  | 4.  | Alpine-Renault        | 153  |
| 5.  | Lewis Hamilton   | 216  | 5.  | McLaren-Mercedes      | 146  |
| 6.  | Carlos Sainz Jr. | 212  | 6.  | Alfa Romeo-Ferrari    | 53   |
| 7.  | Lando Norris     | 111  | 7.  | Aston Martin-Mercedes | 49   |
| 8.  | Esteban Ocon     | 82   | 8.  | Haas-Ferrari          | 36   |
| 9.  | Fernando Alonso  | 71   | 9.  | AlphaTauri-RBPT       | 35   |
| 10. | Valtteri Bottas  | 47   | 10. | Williams-Mercedes     | 8    |

(A teljes táblázat)

## Statisztikák
- Vezető helyen:
  - Max Verstappen: 61 kör (1-24 és 35-71)
  - Lewis Hamilton: 5 kör (25-29)
  - George Russell: 5 kör (30-34)
- Max Verstappen 19. pole-pozíciója és 34. futamgyőzelme.
- George Russell 4. versenyben futott leggyorsabb köre.
- A Red Bull Racing 91. futamgyőzelme.
- Max Verstappen 76., Lewis Hamilton 190., Sergio Pérez 25. dobogós helyezése.
- Max Verstappen 14. győzelmével megdöntötte az egy évben megszerzett legtöbb győzelem rekordját, melyet korábban 13-mal Michael Schumacher és Sebastian Vettel tartott.[7]
- Charles Leclerc 100. nagydíja.